# Horama zapata
Horama zapata is een beervlinder uit de familie van de spinneruilen (Erebidae). De wetenschappelijke naam van de soort is voor het eerst geldig gepubliceerd in 1976 door Dietz & Duckworth.